# Herlinde
Herlinde bzw. Herlind ist ein deutscher weiblicher Vorname.
Der Name kommt aus dem Althochdeutschen und setzt sich zusammen aus heri „Kriegsschar, Heer“ und lind „sanft, weich, milde“.

## Bekannte Namensträger

### Herlinde
- Herlinde Beutlhauser (* 1936), ehemalige österreichische Skirennläuferin
- Herlinde Grobe (* 1948), unter dem Künstlernamen Bianca auftretende deutsche Sängerin und Komponistin
- Herlinde Koelbl (* 1939), deutsche Fotografin und Dokumentarfilmerin
- Herlinde Latzko (* 1944), deutsche Schauspielerin
- Maria Herlinde Moises (1928–2006), österreichische Missionarin
- Herlinde Pauer-Studer (* 1953), österreichische Philosophin
- Herlinde Pissarek-Hudelist (1932–1994), österreichische Theologin

### Herlind
- Herlind Gundelach (* 1949), deutsche Politikerin (CDU)
- Herlind Wartenberg (* 1957), unter dem Künstlernamen Hera Lind veröffentlichende deutsche Schriftstellerin

## Varianten
- Erlinda